# 德克蘭·希爾
德克兰·希尔（Declan Hill）是一名记者、学者及顾问，也是研究国际体坛关于假球及贪污问题的知名专家。他于2008年，作为 Chevening 学者，得到牛津大学的社会学博士学位。他的书＂The Fix: Organized Crime and Soccer＂已经被翻译成十五种语言。该书概述了赌博市场全球化对国际体坛所带来的新危机，其中包括对职业足球可能存在的操控。他也是一名Global Integrity评论家，并深入探讨过俄罗斯黑手党对专业冰上曲棍球的影响。

## 早年
希尔毕业于加拿大国家戏剧学校、多伦多大学三一学院和牛津大学；曾在逸夫节及加拿大各剧院饰演过一些小角色，并在印度参与Doordshan电视系列的Bhaarat ek Khoj 演出。由于在加尔各答大街诊所的经验，他逐渐从戏剧界转入新闻界。希尔曾在加拿大广播公司（CBC）任职，最初是担任其最知名节目"The fifth estate"的调查记者，然后担任Newsworld International的主持人。他的节目和文章也曾在BBC Radio World Service，BBC 4频道（Guardian），Sunday Telegraph (（伦敦），及各种国际性新闻媒体渠道播出过。 

## 当前工作
在出版" The Fix＂前，希尔完成了多套纪录片制作，其中包括菲律宾记者谋杀案、加拿大黑手党头目之死、科索沃血仇、伊拉克的种族清洗、玻利维亚异教及土耳其名誉侵害。
 
他也为一些组织提供专题演讲，包括国际奥林匹克委员会（IOC），欧洲理事会，荷兰足球协会（KNVB）和澳大利亚及新西兰体育律师协会。希尔因制作最佳调查电台纪录片而获得2007年加拿大记者协会奖并获得加拿大大赦国际2003媒体奖，并在2009年因＂加强体育的基本道德价值＂赢得Play The Game奖。 
 
业余时间，希尔也是位拳击爱好者，经常带领业余及职业拳击手到古巴哈瓦那培训。

## 外部連結
- http://doorgestokenkaart.web-log.nl/doorgestoken_kaart/declan_hill/index.html （页面存档备份，存于）
- New York Times Q. & A. on Match Fixing With Declan Hill, Author of ‘The Fix’ （页面存档备份，存于）
- How to Fix a Soccer Game （页面存档备份，存于）
- DeclanHill.com